# ネッセルヴァング
ネッセルヴァング (ドイツ語: Nesselwang, ドイツ語発音: [ˈnɛs̩lvaŋ]) は、ドイツ連邦共和国バイエルン州シュヴァーベン行政管区のオストアルゴイ郡に属すマーケットタウン。州内で知られたリゾート地でバイエルン州南西部に位置する。

## 地理

### 自治体の構成
この町は、公式には17の地区 (Ort) からなる。このうち小集落や孤立農場などを除く集落を以下に列記する。
| - アットレゼー - バイエルシュテッテン - クシュヴェント - ヘルティンゲン - ラーヒェン - ネッセルヴァング | - ニーダーヘーフェン - ライヒェンバッハ - リントエック - シュナイトバッハ - タール - ヴァンク |

## 歴史
紀元前16年から15年に、ローマ皇帝アウグストゥスの養子ティベリウスとドルススはドナウ川までの征服行をアルプス前山地方から開始した。紀元前500年頃からこの地域にはケルト人が定住していた。ローマ帝国の主要な交通網の一つが西暦46年から47年に整備されたクラウディア街道であった。この街道はヴェローナからフェルンパス、チロル地方のロイテを越えて、フュッセンを通り、アウクスブルクに至るローマの主要街道であった。この街道からフィルス付近で分岐し、後にネッセルヴァングの集落となる地域を通り、ローマ都市の Cambodunum、すなわち現在のケンプテンに至る連絡道路が設けられていた。最後のローマ人は487年から488年に現在のバイエルンから撤退した。
8世紀中頃に放浪修道士のマグヌスが異教徒のアレマン人に対する布教のためにネッセルヴァング地方を訪れ、庵を設けた。ネッセルヴァングとその周辺地域は、政治上は当時東フランク王国に属した。この集落は、王領に属すこの地域の行政地区の中心都となった。

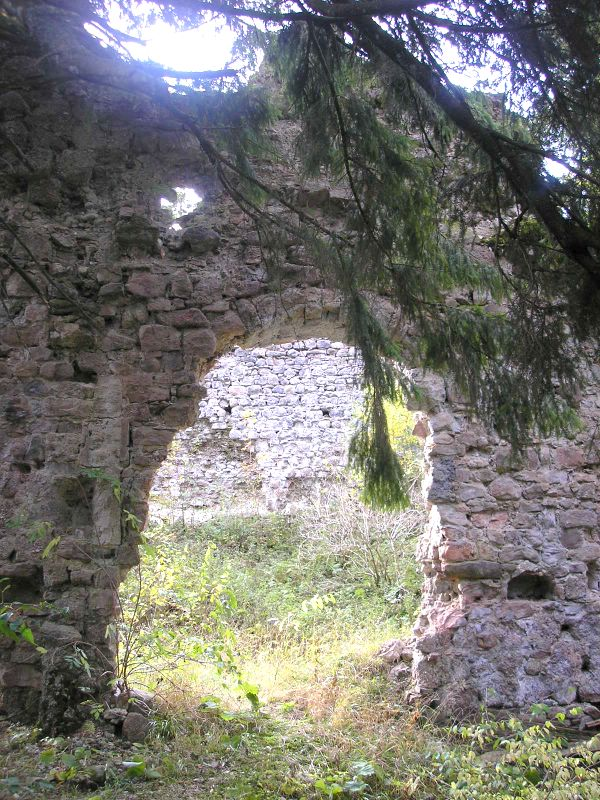
ネッセルブルク城の城壁のアーチ

ネッセルヴァングは1310年から1313年に、その歴史の最も重要な転換点を迎えた。1310年、ローマ＝ドイツ王ハインリヒ7世は、皇帝戴冠のためにイタリアに向かった。このための費用を調達するために、彼はフュッセンからネッセルヴァングの間の領主権を担保にアウクスブルク司教から借金をしたのである。ハインリヒ7世は戴冠を果たしたものの、1313年にシエナ近郊で亡くなった。この借金はもはや回収不能となったのである。こうしてネッセルヴァングは世俗化までアウクスブルク司教領に属すこととなった。
アウクスブルク司教は、ネッセルヴァングおよびその周辺地域の領主となった。おそらく11世紀に築かれたネッセルブルク城とネッセルヴァングの領土は、初めレッテンベルク男爵にレーエンとして与えられた。レーエン領主が何度も入れ替わった後、1425年に司教はネッセルヴァングを直轄地とし、ネッセルブルク城に代官を置いた。城は1595年に焼失し、司教領行政府は1601年に集落内に役所の建物を購入した。この建物は1976年に取り壊された。
ネッセルヴァングは1429年にカール4世の息子であるジギスムント王から、毎年5日間の「年の市」と週毎の「週の市」の開催権を得た。この市場開催権には市場を訪れる人や商人を保護する権利が付随していた。市場開催権授与の決定的な要因は、主に経済的な動機からであった。この市場開催権授与により多額の市場税や通行税が皇帝の懐に入るようになった。主要な街道が通り抜ける立地にあることからネッセルヴァングは、両世界大戦を除く、ほとんどすべての近代戦争に苦しめられた。

## 行政
町議会は16議席からなる。

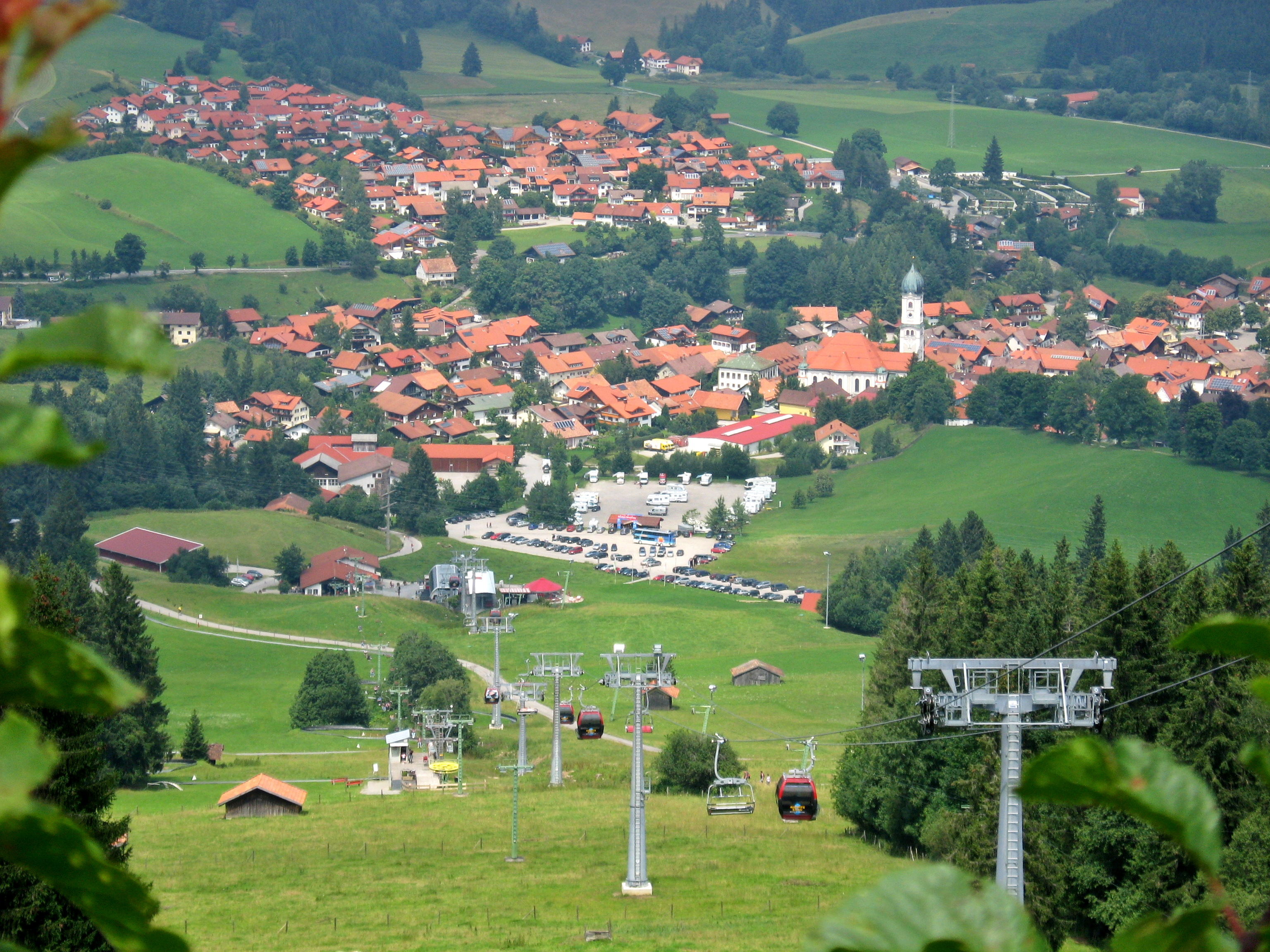
ネッセルヴァング。手前のケーブルカーがアルプシュピッツバーン

2020年5月1日からピルミーン・ヨーアス (CSU) が町長を務めている。

### 紋章
図柄: 赤地と白地に左右二分割。金の三峰の山から突き出した3本の緑のイラクサ (Nessel) の枝。
市場開催権獲得から約150年後の1582年のこの町固有の紋章が残っている。歴史的な赤と白の背景に、町の名前にちなんだイラクサと、旧レーエン領主のレッテンベルク家を示唆する三峰の山 (Berg) が描かれたものである。この紋章の授与は、すなわち町の印章授与と関連している。これは、印象を押印するための課金収入であるジーゲルゲルトを町にもたらした。この仕事は、現在は通常、公証人の業務である。

## 経済と社会資本

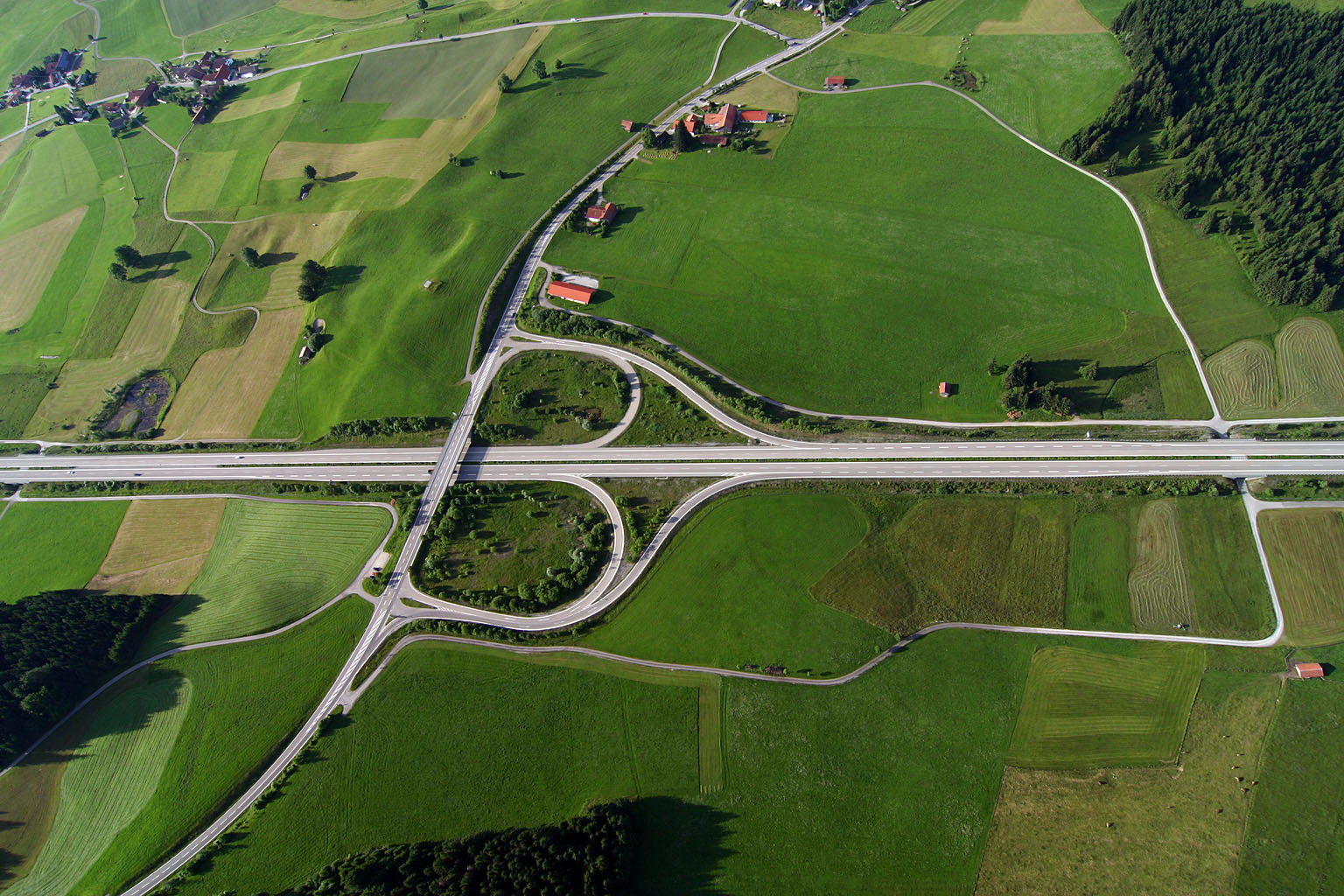
アウトバーンA7号線のネッセルヴァング・インターチェンジ

### 交通
ネッセルヴァングはアルゴイ地方のケンプテンとオーストリアのロイテやオーバーバイエルンのガルミッシュ＝パルテンキルヒェンとを結ぶ鉄道路線アウサーフェルン鉄道沿いに位置している。
また、アウトバーンA7号線のインターチェンジもある。

## 文化と見所

### 博物館
郷土館 — フュッセナー通りにあるネッセルヴァング郷土館『バイム・グラーザー』は、古い木組み建築（1807年建造）で、オリジナルの調度（居間、部屋、ガラス職人の作業場、農家や隠居部屋など）が展示されている。屋根裏部屋には家具職人や靴屋の作業部屋も展示されている。家畜小屋や納屋の打穀場は、農業、高原酪農、林業の紹介がなされている。「家畜小屋」のテーマはより古い時代である。この郷土館は、ネッセルヴァング住民の個人的なボランティアによって運営されている。
スキー博物館 — 「ネッセルヴァングのスキーの歴史」が展示されているスキー博物館はそのトップ選手を記念して設けられた。ミヒャエル・グライスがバイアスロン競技で何度もオリンピックや世界選手権の勝者となるずっと以前から、たとえばノルディック複合のオリンピック金メダリストで世界選手権優勝者のフランツ・ケラーらの功績はこの町の名を世界に知らしめていた。全部で1ダース近いネッセルヴァング出身者が世界チャンピオンやオリンピックチャンピオンになっているのである。こうしたウィンタースポーツのヒーローの他にもドイツ代表レベルのトップアスリートをこの町は多く輩出している。この博物館の展示品には、トロフィー、スポーツ用具、スキー競技創成期からの多くの写真がある。バイアスロンの銃の展示コーナーでは世界トップクラスの選手であるミヒャエル・グライスのものが当然ながら栄誉ある位置に展示されている。

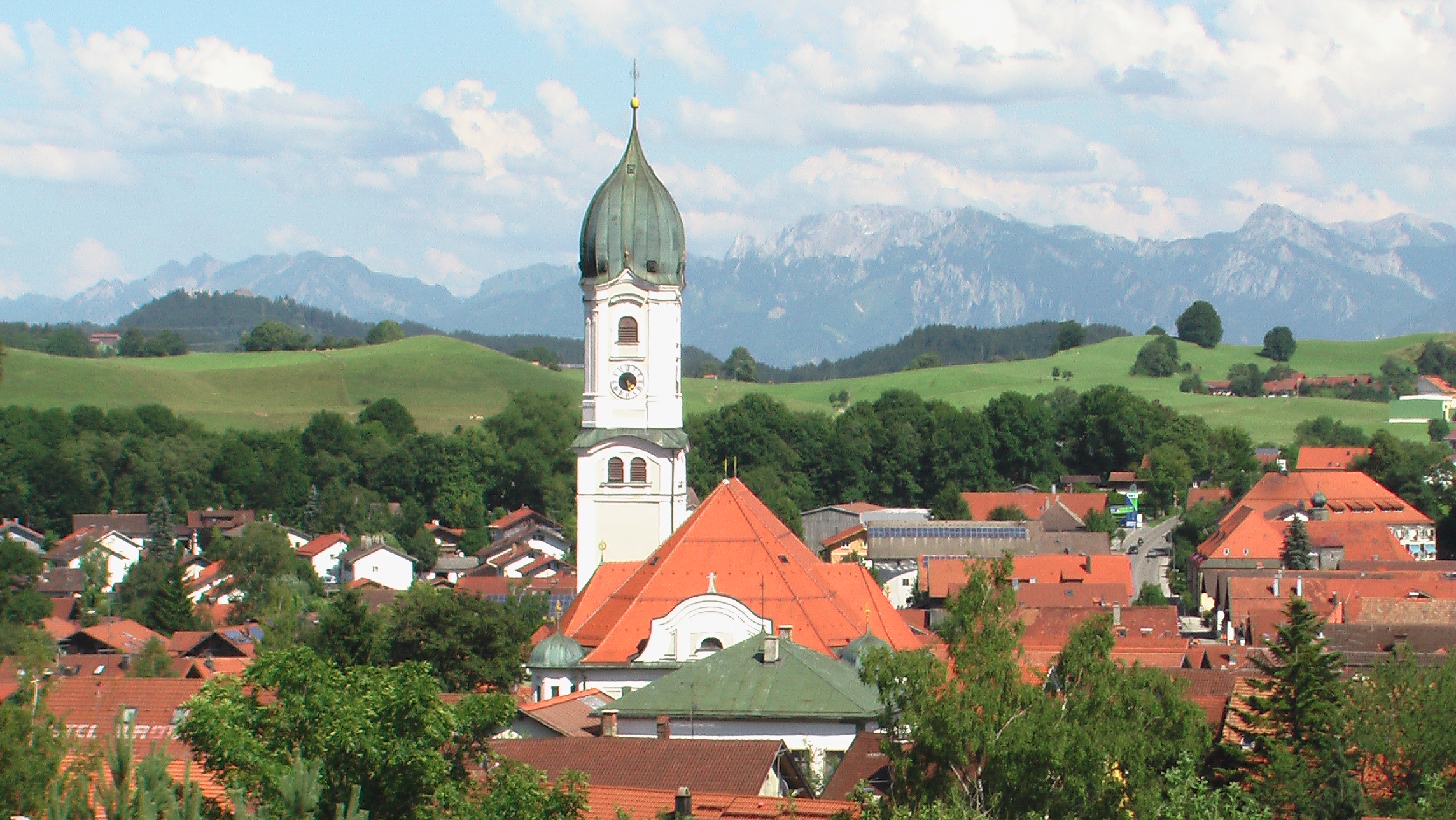
聖アンドレアス教区教会

### 教会
ネオバロック様式の聖アンドレアス教区教会は老朽化のため、1904年から1906年に少し拡大され新築された。内装はネオロココ様式で飾られている。クロイツヴェク（十字架の道行き）の麓、マウト通りの上にあるマリア・トロスト（マリアの慰め）巡礼教会も訪れる価値がある。

### 余暇とスポーツ施設
- アルプシュピッツバーン（ケーブルカー）
- アウプシュピッツ・バーデー・センター
- トレンドスポーツセンター

## 人物

### 出身者
- ヘルムート・ベック（1931年 - ）スキー・ノルディックおよびクロスカントリーの選手
- フランツ・ケラー（1945年 - ）ノルディック複合選手。1968年グルノーブルオリンピック優勝選手

### ゆかりの人物
- ミヒャエル・グライス（英語版、ドイツ語版）（1976年 - ）バイアスロン選手。2006年トリノオリンピックで3つの金メダルを獲得した。生まれはフュッセンであるが、ネッセルヴァングで育った。
- フランツ・ケラー（1945年 - ）元ノルディック複合、スキージャンプ選手。

## 引用
1. ↑  https://www.statistikdaten.bayern.de/genesis/online?operation=result&code=12411-003r&leerzeilen=false&language=de Genesis-Online-Datenbank des Bayerischen Landesamtes für Statistik Tabelle 12411-003r Fortschreibung des Bevölkerungsstandes: Gemeinden, Stichtag (Einwohnerzahlen auf Grundlage des Zensus 2011)
2. ↑  Max Mangold, ed (2005). Duden, Aussprachewörterbuch (6 ed.). Dudenverl. p. 579. ISBN 978-3-411-04066-7
3. ↑  Bayerische Landesbibliothek Online
4. ↑  “Wahl des ersten Bürgermeisters - Kommunalwahlen 2020 im Markt Nesselwang - Gesamtergebnis”. 2021年4月10日閲覧。